# Claude-Auguste Bajat
Claude-Auguste Bajat né le 30 mars 1809 à Grenoble et décédé le 5 février 1878 à Grenoble était un vendeur de tableaux et d'objets d'art. Son patronyme est resté dans l'histoire de sa ville natale car il est à l'origine de l'appellation du quartier Exposition-Bajatière de Grenoble.

## Biographie
Claude-Auguste Bajat est fils et petit-fils de commerçants rôtisseurs, il se marie en 1835 à Marguerite Perrin avec qui il a trois enfants, Eugène, Adolphe et Augustine. Au début de sa carrière, Bajat est menuisier-ébéniste et part travailler à Paris puis à Marseille où il réside en 1829, année au cours de laquelle il est reconnu inapte au service militaire. Il revient dans sa ville natale et s'établit au 1 rue Bayard. En 1847, il imagine de fabriquer des cadres pour les tableaux et devient ainsi un proche des artistes peintres dauphinois. À partir de cette activité, il pense ensuite vendre des tableaux, gravures et objets d'art.
Cette activité lui procure une certaine prospérité lui permettant de trouver un nouveau local commercial dans l'actuelle rue Auguste Gaché et d'installer son domicile au 4 place aux Herbes. Bon vivant, et aimant fuir les contraintes de la ville, il prend l'habitude de se réfugier dans ce que l'on appelle alors une petite campagne, où quelques maisons déjà construites au-delà des remparts de la ville donnent lieu à l'appellation de village. Il acquiert également un autre tènement à l'ouest de la route d'Eybens (actuelle avenue Jean Perrot).
En novembre 1859, les photographes Victor Muzet et Gustave Margain à la recherche d'un financier, s'associent avec Bajat au sein de la Société photographique du Dauphiné jusqu'en mars 1860. Après cette première expérience, Bajat s'associe avec Victor Muzet dans la Société photographique du Dauphiné et de la Savoie de mars 1860 à mars 1861. Après la dissolution de leur société, les clichés pris par son associé restent cependant la propriété de Bajat qui obtient le droit de commercialiser les premières photographies de la région grenobloise, ainsi que les vues stéréoscopiques des Alpes.
Les joyeux amis de Bajat lui rendent souvent visite dans sa propriété à laquelle ils donnent vite le surnom de terres à Bajat. C'est en novembre 1865 que le terme de Bajatière est utilisé pour la première fois dans une correspondance destinée au maire de la ville.
La propriété de Claude-Auguste Bajat se trouvait à l'angle nord-ouest du carrefour des rues Perrin et du chemin du Progrès et va être vendue en 1876, peu avant sa mort à l'âge de 69 ans. Quant au tènement à l'ouest de la route d'Eybens, il reviendra en héritage à sa fille Augustine, qui sans enfant, le léguera à sa mort en 1918. C'est également à cette époque que le portait de Claude-Auguste Bajat est donné au Musée de Grenoble.
Claude-Auguste Bajat est inhumé au cimetière Saint-Roch de Grenoble, carré 14, n. 1255. Sa tombe est en état d'abandon.
En 2020, il est mis en valeur dans l'espace dédiée aux galeries d'art et marchands de fourniture artistiques de l'exposition Grenoble et ses artistes au XIXe siècle au musée de Grenoble.

## Iconographie
- Anonyme, Portrait d'Auguste Bajat, huile sur toile. Coll. musée de Grenoble (inv. MG 2058).